# Horst Julius Treusch von Buttlar-Brandenfels
Horst Julius Ludwig Otto Treusch von Buttlar-Brandenfels (14. juni 1888 Hanau ved Frankfurt – 3. september 1962 Berchtesgaden i Bayern) var en tysk friherre og luftskibskommandant for den Kaiserliche Marine under 1. verdenskrig, med stationering på luftskibsbasen i Tønder 1917-1918.
Efter en civil karriere i mellemkrigsårene blev han 1934 genaktiveret ved militæret og var oberst under 2. verdenskrig, med tjeneste som stabsofficer for Luftwaffe og 1942-1944 som standortkommandant i Ålborg.

## Uddannelse
Efter sin studentereksamen i 1907 indtrådte Buttlar-Brandenfels i den kejserlige marine og afsluttede sin grunduddannelse på skoleskibet SMS Moltke.
Efter videreuddannelse på marineskolen udnævntes han 1908 som Fähnrich zur See (søkadet) og kom på linjeskibet SMS Elsass og på krydseren SMS Königsberg, hvor han 1910 blev Leutnant zur See (søløjtnant).
Med den titel tjente han 1911 til 1912 som Wachoffizier (styrmand/1. officer) på krydseren SMS Kolberg og endelig som funktelegrafi-officer på slagkrydseren SMS Moltke.

## Luftskibskommandant
Efter forfremmelse til Oberleutnant zur See (premierløjtnant) blev Buttlar-Brandenfels overført til marinens luftskibs-afdeling.
Ved 1. verdenskrigs udbrud var han 1. officer på marinens eneste luftskib L 3 hos kommandant Hans Fritz.
Fra 6. november 1914 blev Brandenfels kommandant på en række luftskibe med Hans von Schiller som 1. officer og Max Prüß som navigatør.

De havde tjenestested på luftskibsbaserne i Hamborg, Löwental ved Bodensøen, Darmstadt, Nordholz ved Cuxhaven, Hage i Østfrisland, Königsberg, Ahlhorn ved Bremen og Tønder (L 54).
De kommanderede zeppelinerne L 6 (66 ture), L 11 (56 ture), L 30 (57 ture), L 25 (14 ture), L 54 (27 ture) og L 72 (1 tur), i alt 221 ture.

### L 3's rekognosceringer fra Fuhlsbüttel i august 1914
Som 1. officer for kommandant Hans Fritz overtog de 2 officerer den 23. maj 1914 kommandoen over L 3 i Johannisthal og flyttede måneden efter luftskibet til Fuhlsbüttel ved Hamborg. De løste deres første opgave efter udbruddet af 1. verdenskrig den 11. august 1914 ved at finde den hollandske flåde ved den hollandske kyst.
Den 17. august fløj de på rekognoscering forbi Hanstholm og til Ryvingen fyr ved Kristiansand i Norge, en tur på hele 300 sømil.
Den 17. februar 1915 blev L 3 nødt til at nødlande på Fanø, hvor luftskibet ødelagdes. Besætningen inklusive officererne Hans Fritz og søløjtnant von Lynckner interneredes indtil 1. verdenskrigs slutning i Danmark.

### L 6's træfning ved Helgoland julemorgen 1914
Om bord på L 6 var von Buttlar-Brandenfels og von Schiller den 24. december 1914 på rekognoscering over Helgolandsbugten sammen med L 5, indtil de kaldtes hjem til drejeskive-dobbelthallen i Nordholz på grund af tiltagende tåge.
Julemorgen den 25. december indledte Royal Naval Air Service det såkaldte Cuxhaven-raid.

Kl. 6.31 tysk tid lettede L 6 på en rutine-rekognoscering mod nord og efter alarmen indløb lettede L 5 kl. 8.49.
Under ledelse af admiral Reginald Tyrwhitt var en RNAS-flotille dagen inden afsejlet fra Harwich og ankom ved 7-tiden tysk tid i ubemærkethed 18 miles nord for Helgoland med kanalfærgerne HMS Engadine, HMS Riviera og HMS Empress ledsaget af 4 lette krydsere, 8 destroyere og 9 ubåde.
Færgerne var ombygget til transport af 9 vandflyvere, som på kommando af Cecil L'Estrange Malone sattes i vandet lastet med benzin til 4 timers flyvning og tre 20-punds bomber. Omkring kl. 8 lettede de 7 af flyene for at angribe det tyske marinestøttepunkt i Cuxhaven og luftskibsbasen i Nordholz 10 km syd for, 1 times flyvning derfra.

Omkring kl. 8.30 satte flotillen kurs mod et aftalt opsamlingssted mod nordvest og omtrent samtidig sendte den tyske ubåd SM U 6 en alarmmelding via langbølge.
HMS Empress sakkede bagud og blev angrebet af 2 tyske vandflyvere og L 6, som fra 1,2 km højde kastede 13 bomber, heraf tre 50 kg bomber, men ingen af bomberne gjorde skade.
De engelske krydsere HMS Arethusa og HMS Undauted åbnede på 3,3 km afstand ild mod luftskibet og Brandenfels observerede granatrøg under luftskibet. Han veg derfor tilbage, men efter krydserne var vendt om, forsøgte han med luftskibets maskingeværer et nyt angreb i lavere højde og skal have ramt skibet med mindst 3 skud.
L 6's radio-generator var i uorden, så Brandenfels nedkastede pligtmæssig sin angrebsberetning til befalingshaveren for opklarings-styrkerne på flagskibet SMS Seydlitz og nåede tom for ballast og benzin tilbage til Nordholz.

### L 6's bombetogter fra Nordholz mod England
Den 19. januar 1915 havde Buttlar-Brandenfels luftskibchef Strasser med om bord på et bombetogt mod Norfolk, hvor også L 3 (Fritz) og L 4 (von Platen-Hallermund) deltog. L 6 fik problemer med en aksel og vendte om tidligt.

Natten mellem 15. og 16. april 1915 deltog Brandenfels på L 6 sammen med L 5 og L 7 i et bombetogt, og nåede kl. 23.30 Essex's kyst syd for Harwich, fortsatte mod syd over Clacton-on-Sea over Blackwater-fjordmundingen, hvor L 6 må være blevet ramt af riffelskud fra Royal Engineers ved Brightlingsea. Der fortsattes længere mod syd og kastedes enkelte bomber over Tillingham og Burnham-on-Crouch, derefter mod nordvest til Maldon og Heybridge i bunden af Blackwater-fjorden, hvor der kl. 1.15 kastedes 4 eksplosionsbomber og 30 brandbomber, som sårede en dame.
Luftskibet havde fået punkteret 3 gasceller, men nåede sikkert hjem, hvor Brandenfels næste dag i en hollandsk avis kunne læse om sin bedrift.

L 6 blev sammen med L 9 ødelagt 16. september 1916 ved en i dobbelthallen i Fuhlsbüttel, opstået ved gasgennemblæsning på L 6.

### L 11's bombetogter fra Nordholz mod England
Brandenfels overtog L 11 den 8. juni 1915 og stationeredes i Nordholz, hvor han 3. juli blev alarmeret af L 5 og L 9 (Odo Löwe), som patruljerede i den Tyske Bugt under en tysk minerydningsaktion. Ud for Ameland fandt han fjenden, men blev beskudt af krydseren HMS Indomitable og måtte gå i højden.
Briterne ville have lokket luftskibene i en fælde og benyttet deres nyeste våben, 3 Sopwith Schneider vandflyvere fragtet ombord på HMS Engadine, men 2 af flyene sank i det hårde vejr og tyskerne nåede væk i tide.

Natten mellem 9. og 10. august 1915 deltog 5 luftskibe i et bombetogt planlagt mod London, heriblandt L 10 (Wenke med Strasser ombord) og L 11 fra Nordholz, L 9 (Löwe) og L 13 (Mathy) fra Hage, foruden L 12 (Werner Petersen) .
L 11 blev beskudt af et batteri ved Lowestoft og måtte gå i højden. Brandenfels kastede angiveligt 88 bomber, hvoraf 7 bomber ramte over land og 4 brandbomber tæt ved land. I byen dræbtes den 18-årige Kate Crawford på adressen 14 Lovewell Road og 7 andre såredes. En bombe faldt syd for byen ved en gård i Pakefield.

L 9 bombarderede Goole vest for Hull.

L 12 havarerede i den Engelske Kanal efter bombardement af Dover og blev slæbt til Oostende.

Den 12. august var L 11 igen afsted, men nåede kun til Den Helder ved Holland, da kraftigt regnvejr tvang luftskibet mod Dogger Banke.
Pludselig opstod elektrisk udladning, såkaldt Sanktelmsild, på toppen af zeppelineren og de stakkels maskingeværskytters hoveder var oplyste som var de engle.
I sådan en situation ville udsivende brint have været en katastrofe og Brandenfels dykkede derfor ned i sikker højde med mindre tryk, og luftskibet vendte hjem i sikkerhed.
Den 17. august ankom L 11 kl. 21.30 til Herne Bay ved Kents nordkyst og passerede over Canterbury og Faversham til Ashford, hvor der kastedes en del brandbomber og 2 eksplosive, som dræbte nogle får og høns på Barrow Hill.
Dernæst returneredes nordpå til mellem Badlesmere og Sheldwich syd for Faversham, hvor der kastedes 16 eksplosive og 25 brandbomber, som bl.a. ødelagde ruder i Badlesmere kirke, men ellers ingen større skade.
Søgelyset ved krudtfabrikken i Faversham blev holdt slukket for ikke at tiltrække opmærksomhed.

Samme nat bombarderede L 10 en nordøstlig forstad til London.
Om aftenen den 13. oktober deltog L 11 i et bombetogt og passerede Nordfolks kyst kl. 20.25 nær Bacton, fortsatte mod sydvest og kastede bomber nær stationen i Coltishall og marker ved Horstead. Fra Wroxham fulgtes jernbanen mod Norwich, hvor Brandenfels kl. 21 blev jaget væk af 15 punds artilleri nordøst for byen ved Mousehold Heath, hvorefter luftskibet kl. 21.15 passerede nær Great Yarmouth på vej hjem.

Natten mellem 31. januar og 1. februar 1916 dirigerede Strasser et togt om bord på L 11 hos Brandenfels, men de vendte hjem til Nordholz efter 22 timer i luften uden at have kastet bomber.
På samme togt blev L 19 (Löwe) beskudt af den hollandske kystvagt på Ameland og havarerede på Nordsøen.

### L 30's bombetogter fra Ahlhorn mod England
L 30 deltog 2./3. september 1916 med von Brandenfels og von Schiller i det store bombetogt over England med i alt 16 luftskibe, heriblandt L 14 (Kuno Manger), L 17 (Hermann Kraushaar) og L 32 (Werner Petersen).
Den tyske hærs luftskib SL 11 blev skudt ned.

Under bombetogtet 23./24. september 1916 skulle 8 ældre zeppelinere bombe Midlands og 4 ny zeppelin R-klasse (L 30, L 31, L 32 og L 33) bombe London, men Buttlar-Brandenfels fik navigationsproblemer og nåede ikke at krydse den engelske kyst før han kastede bombelasten og vendte om.
L 33 nødlandede i England.
1. oktober 1916 rapporterede von Buttlar-Brandenfels at have smidt bomber over England, men fra engelsk side benægtes luftskibet at være set.
L 31 blev skudt ned.

### L 25's testture i 1917
Efter nedlæggelsen af den tyske hærs 3. luftskibsbataljon i januar 1917 overtog marinen LZ 88 (byggenr. LZ 58)

og omdøbte det til L 25.
Brandenfels fløj 14 ture med luftskibet, vistnok fra januar 1917 indtil 26. april 1917, men kun til testformål og muligvis rekognoscering.

### L 54
Fra Tønder deltog han den 19. oktober 1917 på L 54 sammen med Waldemar Kölle på L 45 i det såkaldte silent raid mod England med i alt 11 luftskibe.
L 54 krydsede kl. 20.55 Norfolks kyst og kastede bomber over en ukendt by uden at ramme målet og vendte hjemover forfulgt af et RNAS BE2c-fly, som måtte opgive forfølgelsen i den store højde.

For ledelsen under dette angreb modtog han den 9. april 1918 Pour le Mérite-ordenen på basen i Tønder.
Ved bombardementet af luftskibsbasen i Tønder 19. juli 1918 tilintetgjordes L 54 og L 60.

### L 72's testtur i 1920
Fra 19. marts 1919 til 9. september 1920 var han kommandant på torpedobåden T 152.
Dog foretog han 9. juli 1920 sammen med bl.a. Ernst A. Lehmann en enkelt testtur med det omstridte luftskib L 72 (LZ 114), som aldrig nåede at blive overgivet til den kejserlige marine. Luftskibet blev i foråret 1919 forberedt til en demonstrationstur til New York, men kom aldrig afsted og blev efter testturen i 1920 overgivet som krigsskadeerstatning til Frankrig, hvor luftskibet omdømtes Dixmude. Efter ombygning fløj luftskibet i 1923 flere bemærkelsesværdige ture over Nordafrika, men ramtes 23. december 1923 af et lynnedslag ved den italienske ø Pantelleria og faldt brændende i Middelhavet.

## Senere civil og militær tjeneste
Efter fritagelse fra militærtjeneste blev Buttlar-Brandenfels forsikringsmægler og fra Lufthansas grundlæggelse 1926 fungerede han som flyveleder i Essen. I 1928 ansattes han på Rohrbach-flyfabrikken i Berlin, og da den krakkede 1930 var han 1 år afdelingsleder på Deutschland-Bauspar AG og derefter ansat ved cigaretfabrikken Haus Neuerburg.
I 1934 blev han genaktiveret som major ved forsvaret i Kiel, i 1935 kommandant for lufthavnen i Stettin, 1936 for lufthavnen i Frankfurt, 1937 forflyttet til rigsluftfartsministeriet i Berlin som oberstløjtnant og 1939 som oberst.
Efter 2. verdenskrigs udbrud tjente han som stabsofficer, adjudant eller aktiv officer for flyvepladskommandanten i Prenzlau, Luftwaffe, Rigsluftfartsministeriet, Luftwaffes overkommando og for forskellige Luftgaukommandoer.
Med helbredsproblemer var han marts-august 1942 på militærhospitalet i Wiesbaden.
Den 8. december 1942 sendtes han til det besatte Danmark og var Standortkommandant i Ålborg indtil han 7. november 1944 afløstes og flyttedes til reserven, hvorefter han 28. februar 1945 tog afsked fra aktiv tjeneste.
Privat var han gift med Ilse Böhm og havde med hende 3 døtre.
De boede senest i Wiesbaden.

## Eksterne links
- Kapitänleutnant zur See Freiher Horst Treusch von Buttlar-Brandenfels - zeppelin-museum.dk
- OberLeutnant z. See Horst Freiherr Treusch von Buttlar Brandenfels - luftschiff.de

1. ↑  Captain Max Pruss - facesofthehindenburg.blogspot.dk
2. ↑  Weihnachtsangriff - cuxpedia.de
3. ↑  Weihnachtsangriff 1914 - Cuxhaven Raid - cuxhaven-seiten.de
4. ↑  The Cuxhaven Raid 25 December 1914 - warandsecurity.com
5. ↑  The Cuxhaven Raid, what 'The Times' says - Timaru Herald 30. december 1914
6. ↑  Cuxhaven Raid, carried out in fog - The Sidney Morning Herald 30. december 1914
7. ↑  24 December 1915 – Air Raids Arkiveret 31. december 2014 hos  Wayback Machine - ww1blog.osborneink.com
8. ↑  19th January 1915 Arkiveret 27. oktober 2014 hos  Wayback Machine - iancastlezeppelin.co.uk
9. ↑  Objectif Londres Arkiveret 22. december 2014 hos  Wayback Machine - lzdream.net
10. ↑  15th/16th April 1915 Arkiveret 8. november 2014 hos  Wayback Machine - iancastlezeppelin.co.uk
11. ↑  Achtung Zeppelin VII: Luftschiffkapitän Strasser Abenteuer in Wolkenkuckucksheim - horseformer.blogspot.dk
12. ↑  The Story of the Zeppelin L-11 Arkiveret 28. december 2014 hos  Wayback Machine - p159.phpnet.org  Arkiveret 5. marts 2015 hos  Wayback Machine
13. ↑  9th/10th August 1915 (part 2) Arkiveret 1. november 2014 hos  Wayback Machine - iancastlezeppelin.co.uk
14. ↑  Local historian solves First World War mystery of Lowestoft bombing victim Arkiveret 9. september 2014 hos  Wayback Machine - edp24.co.uk
15. ↑  Zeppelin raid on Lowestoft - one fatality Arkiveret 4. marts 2016 hos  Wayback Machine - 1914-1918.invisionzone.com
16. ↑  9th/10th August 1915 (part 1) Arkiveret 2. november 2014 hos  Wayback Machine - iancastlezeppelin.co.uk
17. ↑  Luftschiff L 12 - frontflieger.de
18. ↑  17th August 1915 (part 2) Arkiveret 8. november 2014 hos  Wayback Machine - iancastlezeppelin.co.uk
19. ↑  13th/14th October 1915 (Part 2) Arkiveret 11. marts 2016 hos  Wayback Machine - iancastlezeppelin.co.uk
20. ↑  Flaschenpost vom Marine-Luftschiff L19 (LZ 54) Arkiveret 30. oktober 2014 hos  Wayback Machine - philclub-bavaria.de
21. ↑  L32 Raid approx 2-3 September 1916 Arkiveret 16. oktober 2014 hos  Wayback Machine - 1914-1918.invisionzone.com
22. ↑  Dark Autumn, the 1916 german zeppelin offensive Arkiveret 19. november 2014 hos  Wayback Machine - richthofen.com
23. ↑  Das Luftschifferbatallion Nr. 3 - koelner-luftfahrt.de
24. ↑  The silent raid Arkiveret 12. februar 2015 hos  Wayback Machine - vimu.info
25. ↑  Silent Raid - The untold story Arkiveret 23. december 2014 hos  Wayback Machine - crossandcockade.com
26. ↑  Geschichte des Luftschiffhafens Arkiveret 6. marts 2016 hos  Wayback Machine - zeppelin-museum.dk
27. ↑  France’s Naval Airship Arkiveret 9. januar 2015 hos  Wayback Machine - avalanchepress.com